# Markhamia obtusifolia
Espèce
Classification phylogénétique
Markhamia obtusifolia est une espèce de plantes à fleurs de la famille des Bignoniaceae. C'est un arbuste ou un arbre originaire du Sud de l'Afrique.

## Galerie

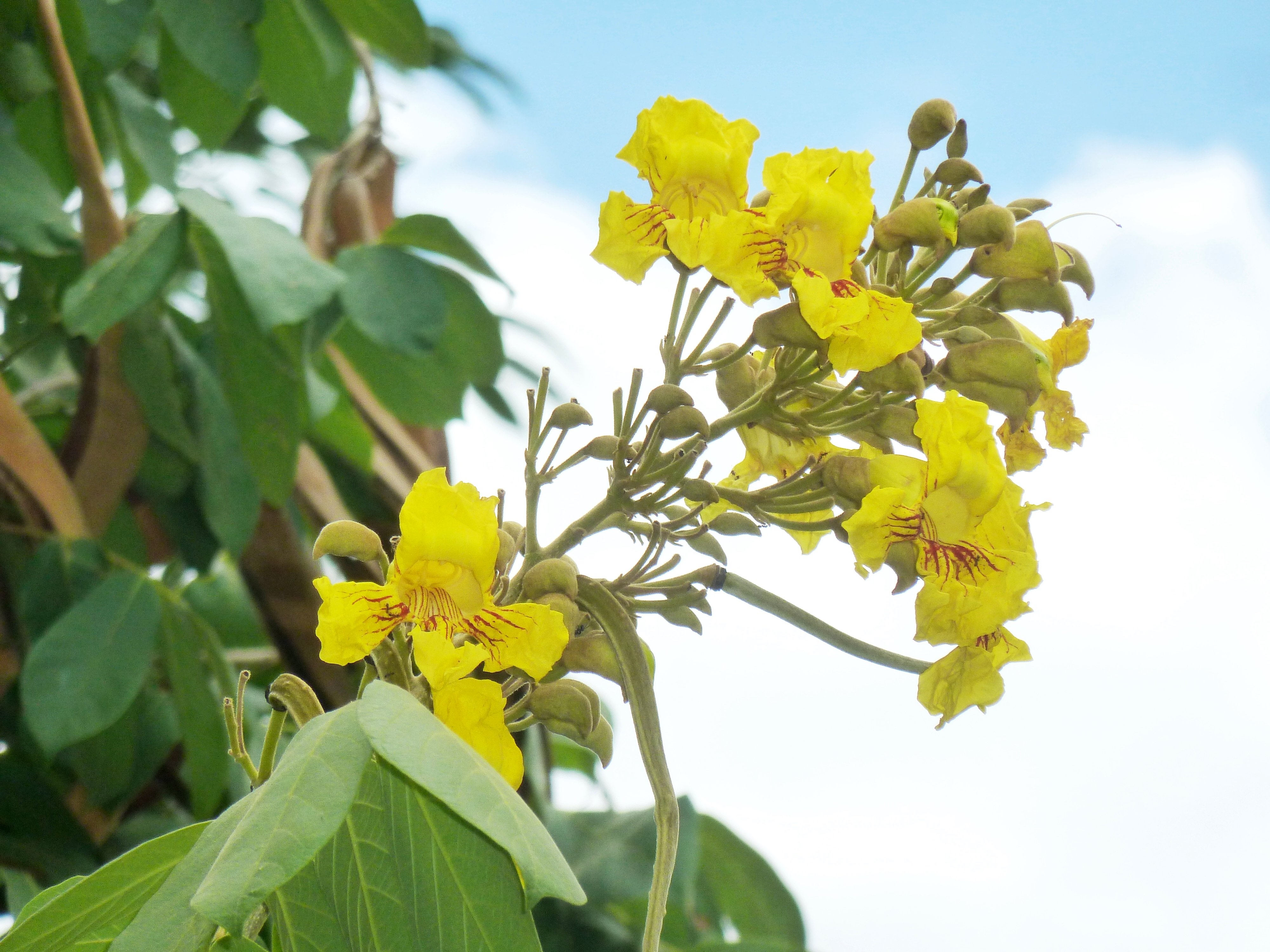
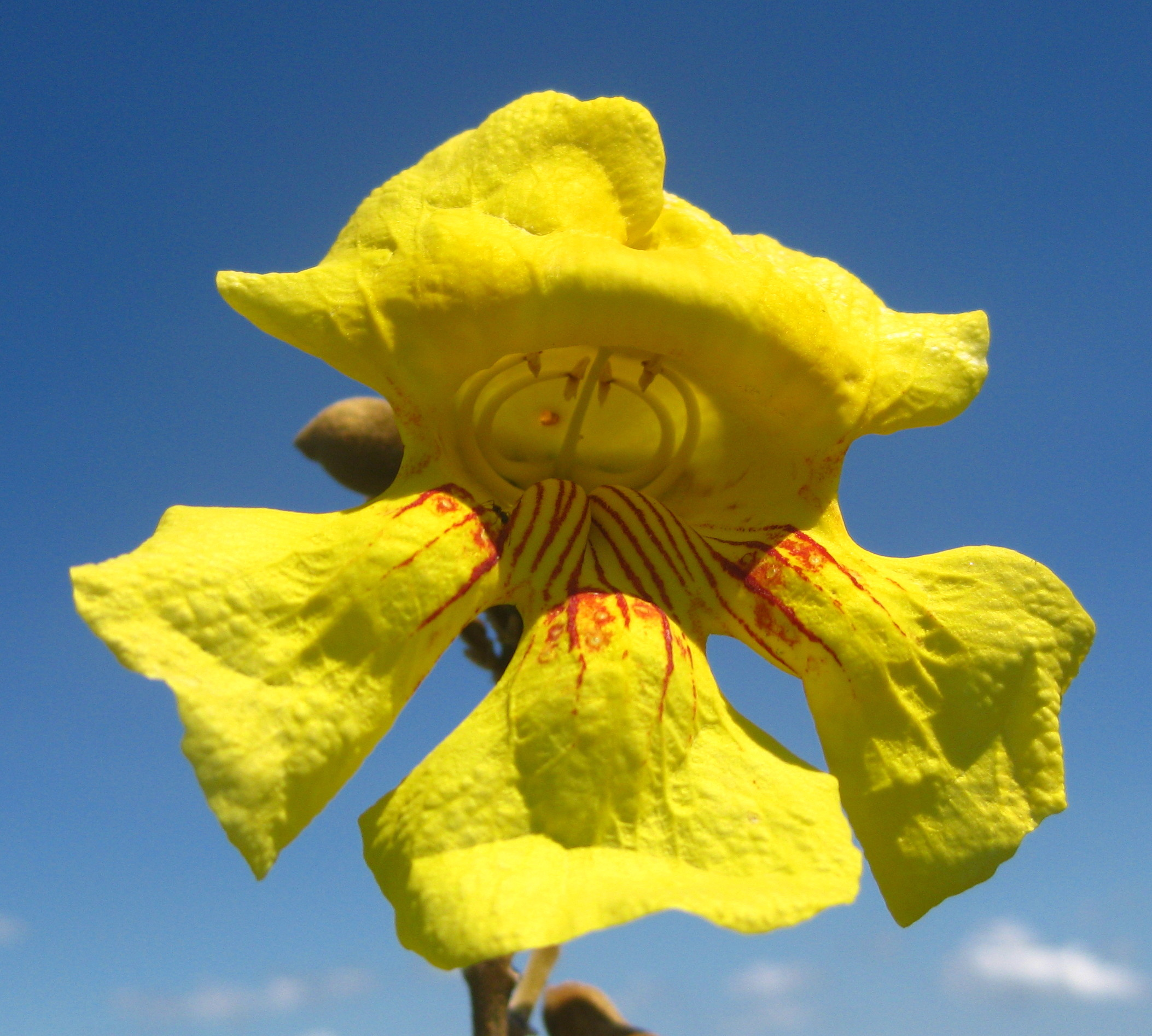

## Description
C'est un arbuste ou un arbre pouvant atteindre 15 m de haut, aux fleurs jaunes et aux fruits à longue gousse.

## Synonymes
- Dolichandrone obtusifolia Baker
- Markhamia lanata K. Schum.